# Wiemer & Trachte
Wiemer & Trachte war ein fast 100 Jahre bestehendes Bauunternehmen mit Stammsitz in Dortmund, das in Berlin-Wilmersdorf ein heute unter Denkmalschutz stehendes Verwaltungsgebäude besaß.

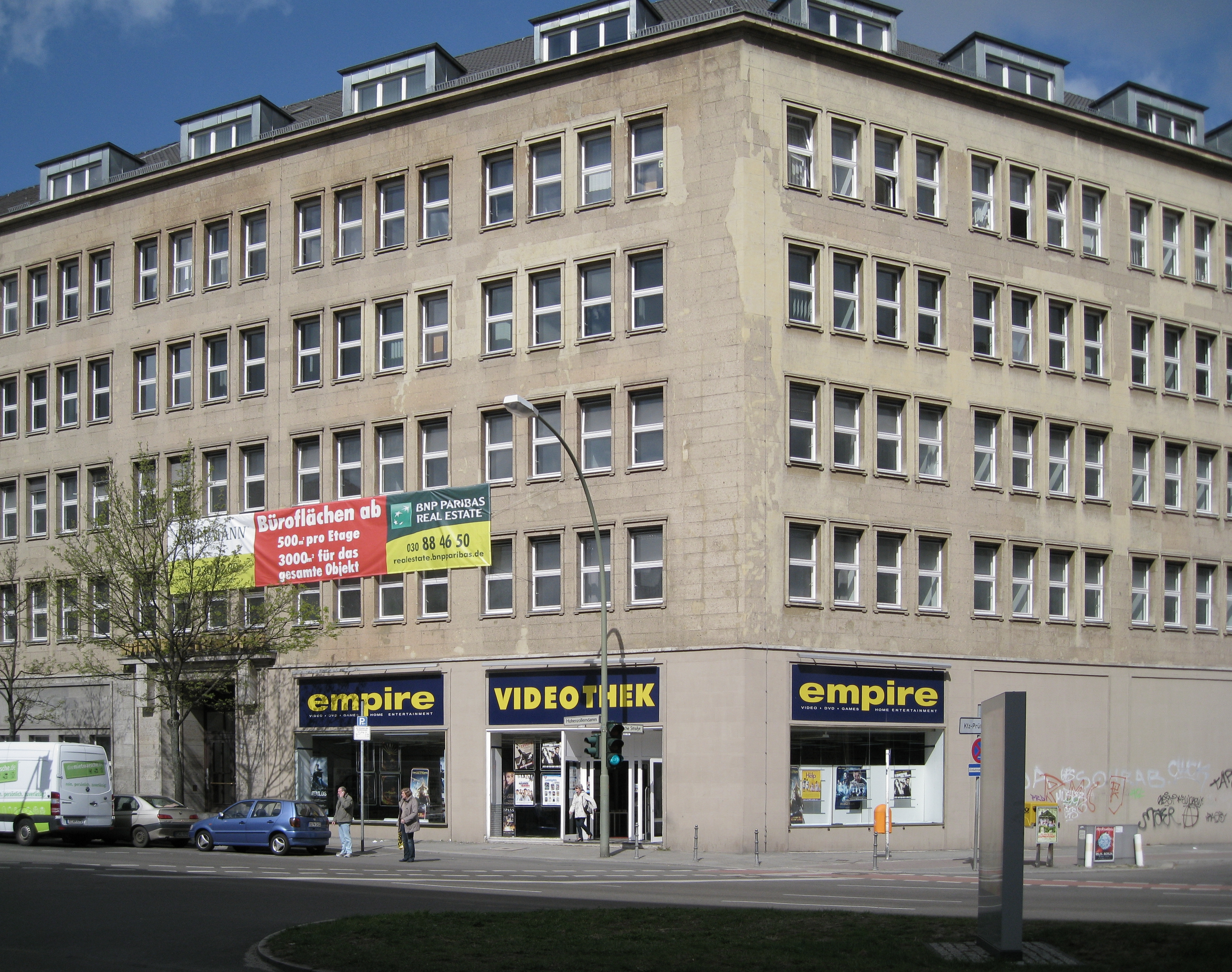
Ehemaliges Verwaltungsgebäude von Wiemer & Trachte am Hohenzollerndamm 29

## Geschichte
Das Unternehmen wurde 1909 von Fritz Wiemer und August Trachte in Dortmund gegründet.
Später ging das Unternehmen zu 60 Prozent an die Köster GmbH in Osnabrück und zu 40 Prozent an die Bugsan Holding aus Saudi-Arabien. Es beschäftigte 1.100 Mitarbeiter.
Am 3. April 2007 meldeten die Eigentümer Insolvenz an, am 29. Dezember 2007 wurde das Baugeschäft von Wiemer & Trachte eingestellt und das Unternehmen samt Immobilien und Ausstattung wird seitdem abgewickelt.

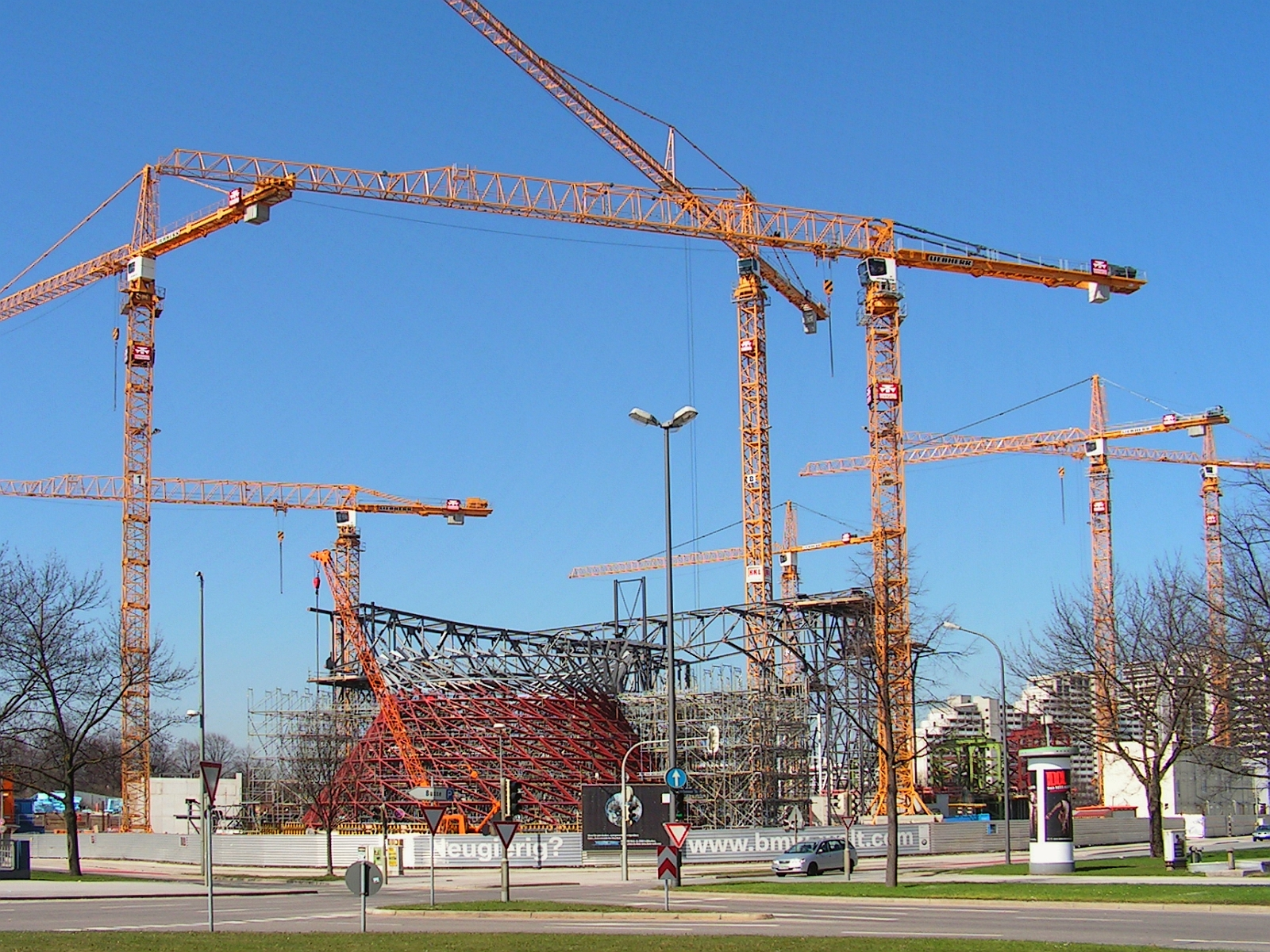
Baustelle BMW Welt in München, 2005

## Bauten
Wiemer & Trachte war an der Ausführung folgender Bauvorhaben maßgeblich beteiligt:
- Stadttheater Duisburg (1912)
- Kohlenwäsche der Zeche Nordstern in Gelsenkirchen-Horst (1912; abgebrochen)
- Sparkasse Dortmund (1921–1924)
- Gär- und Lagerkeller (erstes Hochhaus Dortmunds) der Dortmunder Union-Brauerei (1926–1927)
- Warenhaus der Rudolph Karstadt AG in Berlin (1928)
- Warenhaus Althoff in Recklinghausen (1929–1930)
- Marienhospital in Hamm (1930)
- Deutschlandhalle in Berlin (1935; 2011 abgebrochen)
- eigenes Verwaltungsgebäude in Berlin (1936)[3]
- Empfangshalle des Flughafens Tempelhof in Berlin (1938)
- neue Westfalenhalle in Dortmund (1952)
- Oberlandesgericht Hamm (1955)
- Karstadt-Kaufhaus in Dresden (1995)
- ISS Dome in Düsseldorf (2006)
- Affenhaus im Zoo Frankfurt /M.(2006)
- BMW Welt in München (2007)